# 3480 Абанте
3480 Абанте (3480 Abante) — астероїд головного поясу, відкритий 1 квітня 1981 року.
Тіссеранів параметр щодо Юпітера — 3,174.